# Párhuzamosok
A Párhuzamosok (eredeti cím: Parallèles) 2022-től vetített francia sci-fi sorozat, amelyet Quoc Dang Tran alkotott. A főbb szerepekben Thomas Chomel, Jules Houplain, Omar Mebrouk, Jade Pedri és Naidra Ayadi látható.
Franciaországban a Disney+ mutatta be 2022. március 23-án. Magyarországon 2022. június 14-én vált elérhetővé a Disney+-on.

## Ismertető
A középiskola megkezdésére készülő négy barát – Bilal, Romane, Sam és Victor – élete felborul, amikor egy kísérleti részecskeütköztető tesztje párhuzamos világokba küldi őket: Romane és Victor egy olyanba, ahol Bilal és Sam nincsenek. Sam és Bilal (aki 15 évvel idősebb) pedig egy másikban ahol Romane és Victor nincs. Sam kezdetben nem hiszi el, hogy ez a felnőtt valóban Bilal. Bilal felkeresi az anyját, aki szintén nem ismeri fel és nem hisz neki. Később meg tudja győzni Samet a kilétéről. Retz rendőr hadnagy nyomozásba kezd, melynek során néhány rejtélyes nyomot talál.

## Szereplők
| Szereplő               | Színész                         | Magyar hang        | Leírás                                                                                        |
| ---------------------- | ------------------------------- | ------------------ | --------------------------------------------------------------------------------------------- |
| Samuel "Sam" Deslandes | Thomas Chomel                   | Kretz Boldizsár    | Victor felelősségteljes bátyja. Szerelmes Romane-ba.                                          |
| Victor Deslandes       | Jules Houplain (17 évesen)      | Kenéz Ágoston      | Sam huncut öccse. Kihagyott egy osztályt, hogy ugyanabba az osztályba járjon, mint a többiek. |
| Victor Deslandes       | Maxime Bergeron (13 évesen)     | Kelemen Noel       | Sam huncut öccse. Kihagyott egy osztályt, hogy ugyanabba az osztályba járjon, mint a többiek. |
| Bilal Belkebirs        | Omar Mebrouk (30 évesen)        | Király Dániel      | Titkon szerelmes Romane-ba.                                                                   |
| Bilal Belkebirs        | Timoté Rigault (14 évesen)      | Gáll Dávid         | Titkon szerelmes Romane-ba.                                                                   |
| Romane Berthauds       | Jade Pedri (18 évesen)          | Horgas Ráhel       | Félti az anyját és a féltestvérét.                                                            |
| Romane Berthauds       | Victoria Eber (14 évesen)       | Maróti Lili        | Félti az anyját és a féltestvérét.                                                            |
| Sofia Belkebirs        | Naidra Ayadi                    | Koós Réka          | Bilal özvegy anyja. A kutatóintézet tudósa.                                                   |
| Retz hadnagy           | Guillaume Labbé                 | Mészáros Béla      | Rendőr, aki a gyerekek eltűnése után nyomoz.                                                  |
| Arnaud Deslandes       | Gil Alma                        | Dévai Balázs       | Sam és Victor szülei.                                                                         |
| Alice Deslandes        | Elise Diamant                   | Botos Éva          | Sam és Victor szülei.                                                                         |
| Hervé Chassangre       | Dimitri Storoge                 | Mészáros Tamás     | Camille apja.                                                                                 |
| Vanessa Chassangre     | Agnès Miguras                   | Frick Nóra         | Romane és Camille anyja. Súlyos szívbeteg.                                                    |
| Camille Chassangre     | Anastasia Ait Zakhar (6 évesen) | Nagy Zselyke Hanna | Romane féltestvére.                                                                           |
| Camille Chassangre     | Marie-Lou Gomes (10 évesen)     | Bak Julianna       | Romane féltestvére.                                                                           |

### Magyar változat
- Magyar szöveg: Zalatnay Márta
- Hangmérnök: Nemes László
- Vágó: Sári-Szemerédi Gabriella
- Gyártásvezető: Hódos Edina
- Szinkronrendező: Bercsényi Péter
- Produkciós vezető: Várkonyi Krisztina

A szinkront a Mafilm Audio Kft. készítette.

## Epizódok
| Sor. | Év. | Cím                   | Rendező              | Író                                | Premier                            |
| ---- | --- | --------------------- | -------------------- | ---------------------------------- | ---------------------------------- |
| 1.   | 1.  | Le monde dans ta face | Benjamin Rocher      | Quoc Dang Tran és Anastasia Heinzl | 2022. március 23. 2022. június 14. |
| 2.   | 2.  | Contre toute attente  | Benjamin Rocher      | Quoc Dang Tran és Anastasia Heinzl | 2022. március 23. 2022. június 14. |
| 3.   | 3.  | Le temps perdu        | Jean-Baptiste Saurel | Quoc Dang Tran és Anastasia Heinzl | 2022. március 23. 2022. június 14. |
| 4.   | 4.  | Innocence révolue     | Jean-Baptiste Saurel | Quoc Dang Tran és Anastasia Heinzl | 2022. március 23. 2022. június 14. |
| 5.   | 5.  | Un plan simple        | Jean-Baptiste Saurel | Quoc Dang Tran és Anastasia Heinzl | 2022. március 23. 2022. június 14. |
| 6.   | 6.  | H-4                   | Benjamin Rocher      | Quoc Dang Tran és Anastasia Heinzl | 2022. március 23. 2022. június 14. |